# Edith Keller-Herrmann
Edith Keller-Herrmann é um jogadora de xadrez da Alemanha Oriental, com diversas participações nas Olimpíadas de xadrez. Edith participou das edições de 1957 a  1969 tendo conquistado cinco medalhas. Na edição de 1957 conquistou a medalha de prata no primeiro tabuleiro e a de bronze por equipes. Nas edições de 1963 e 1966, conquistou novamente a medalha de bronze por equipes.